# Dying Light: The Following
Dying Light: The Following – dodatek do gry komputerowej Dying Light, należącej do gatunku survival horror. Stworzony przez Techland i wydany przez Warner Bros. Interactive Entertainment 9 lutego 2016 na platformach Windows, Linux, PlayStation 4 i Xbox One. Dodaje do gry nowe postacie, kampanię fabularną, broń i mechanikę rozgrywki.

## Rozgrywka
Akcja rozgrywa się na mapie dwukrotnie większej niż w dwóch poprzednich mapach Dying Light, a rozgrywka jest podobna do głównej gry, gdzie zainfekowani są wolni w ciągu dnia, stając się agresywni i szybcy w nocy. Wprowadzono sterowany łazik, z osobnym drzewkiem umiejętności i ulepszeniami takimi jak kolce, miotacze ognia, światła UV, klatki elektryczne. Gracze mogą dostosować swój pojazd, wybierając spośród 40 różnych malowań i muszą zbierać paliwo, aby móc nim jeździć.